# Hakkapélite
Les Hakkapélites ou Haccapélites — hakkapeliitat en finnois, hakkapeliter en suédois — sont au XVIIe siècle des cavaliers finlandais du roi de Suède. Ce nom leur vient de leur cri de guerre hakkaa päälle ! — « tape sur la tête »  en finnois (se prononce /'hak-ka-ap-'pê-êl-lé/ — comme s'il y avait deux p).

## Histoire
Les hakkapélites montaient des chevaux finlandais, et étaient généralement considérés comme faisant partie de la cavalerie légère. Le cavalier hakkapélite portait deux pistolets qu'il déchargeait l'un à vingt pas de l'adversaire, l'autre à cinq pas. Puis il tirait l'épée. La masse du cheval servait aussi à écraser l'infanterie ennemie au cours de la charge. Le Hakkapélite se protégeait d'un casque, et d'un vêtement de cuir (költeri) ou d'une cuirasse (kyrassi) sur la poitrine. 
La charge des Hakkapélites était difficile à contenir et décidait souvent du combat  dès le premier contact. Par comparaison avec les engagements antérieurs, soit elle s'accompagnait d'un tir plus précis soit alors sa puissance de feu était plus concentrée au moment du choc. C'est ainsi que les Hakkapélites étaient capables de disloquer les carrés ou tercios de piques que l'on jugeait auparavant invincibles. Ils se montrèrent aussi  capables d'affronter les cuirassiers impériaux plus lourdement équipés.  

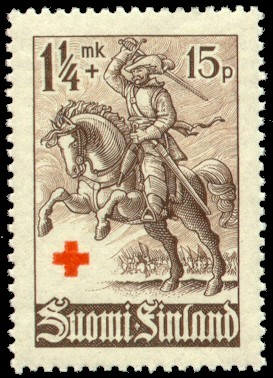
Hakkapélite sur un timbre, 1940

Le roi de Suède engagea les premiers hakkapélites au début du XVIIe siècle, au cours des Guerres de Pologne. Pendant la guerre de Trente Ans, les hakkapélites se distinguèrent aux batailles de Breitenfeld (1631), Rain am Lech (1632), Lützen (1632), Nördlingen (1634), Leipzig (1642), Jankau (1645) de même que Lens (1648).  

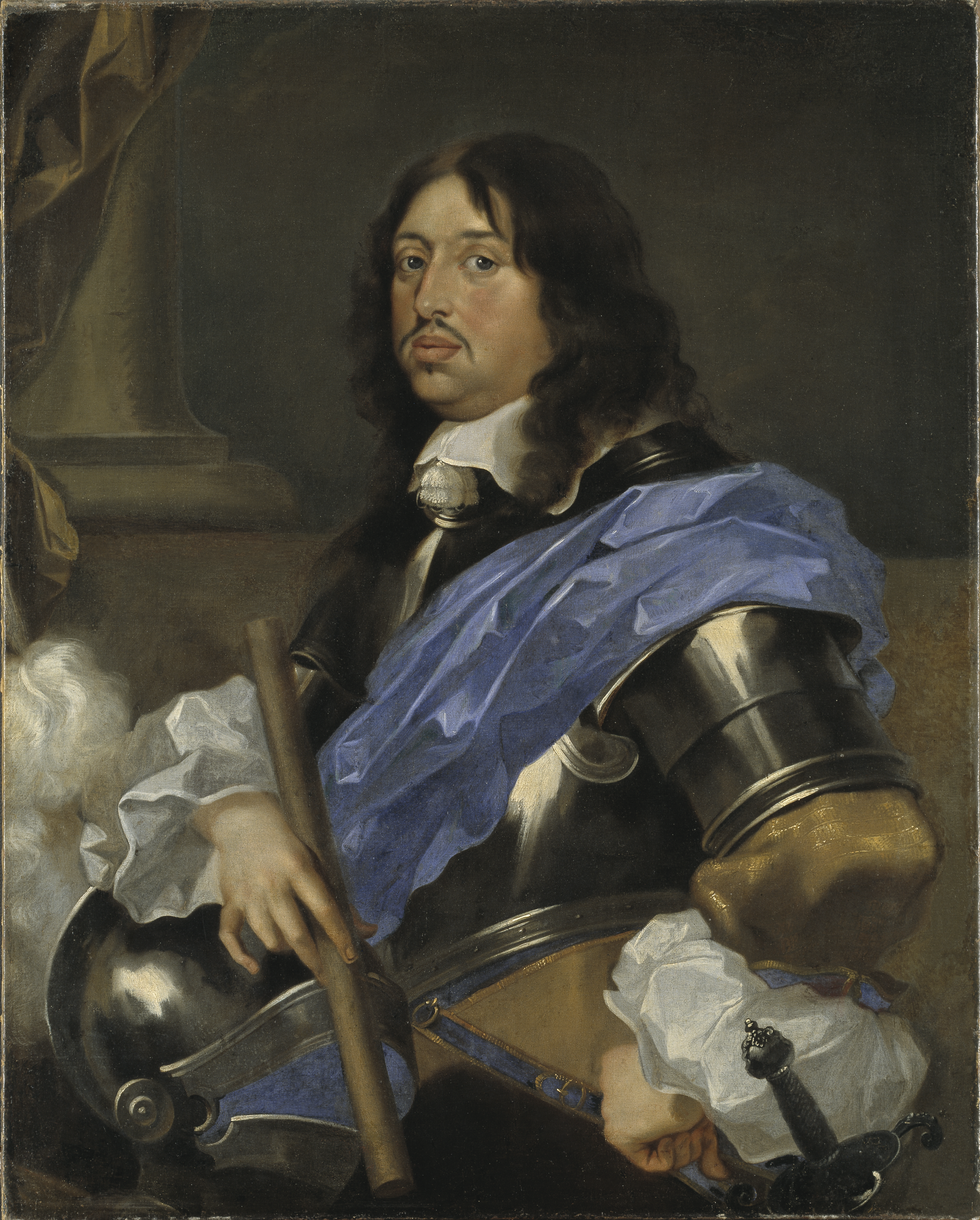
Charles X Gustave

Deux cents hakkapélites servaient de garde personnelle au roi de Suède Charles X Gustave lorsqu'en février 1658 celui-ci conduisit à pied une armée de 12 000 hommes — dont 9 000 cavaliers —  sur les Petit et Grand Belts du Danemark exceptionnellement pris par les glaces pour attaquer Copenhague,  obligeant le roi de Danemark-Norvège Frédéric III à lui céder ses provinces de Scanie, Halland, Blekinge et Bohuslän par le traité de Roskilde.
La cavalerie suédoise comprenait  alors  trois régiments finlandais, « issus des provinces » (landskapsregementen) :
- Nylands och Tavastehus läns kavalleriregementet — « le régiment  de cavalerie (de la province) de Nyland et Tavastehus », successeur des Nylands Ryttare (« cavaliers du Nyland ») constitués en 1618,
- Åbo och Björneborgs läns kavalleriregementet — « le régiment de cavalerie d'Åbo et Björneborg », et
- Viborgs och Nyslotts läns kavalleriregementet — « le régiment de cavalerie de Viborg et Nyslott ».

Un régiment comprenait typiquement deux bataillons, chacun de quatre escadrons. Leur plus fameux commandant fut Torsten Stålhandske qui avait été nommé en 1629 lieutenant-colonel au régiment de Nyland et Tavastehus, et l'avait engagé dans la guerre de Trente Ans, pour finir en 1642 commandant en chef de la cavalerie.
Les régiments provinciaux d'origine (d'autres furent formés par la suite) étaient nés de la division des anciens « Grands régiments » (Storregementen, aussi connus comme « Régiments de pays » ou Landsregementen), que Gustave II Adolphe avait mis sur pied dans les années 1610. Il y avait donc à l'origine, comme l'indiquait la Constitution suédoise de 1634, 21 régiments d'infanterie et 8 de cavalerie, dont les trois finlandais.
Les hakkapélites devinrent finalement un exemple de nouvelle cavalerie rapide dotée d'armes à feu et c'est l'ensemble de la cavalerie suédoise qui fut réformée conformément à leur modèle.  Lorsque le XVIIe siècle prit fin, les hakkapélites avaient fusionné avec le reste de la cavalerie suédoise.

## Légende des hakkapélites
Avec le temps, notamment lors des mouvements nationaux, les hakkapélites ont fait l'objet d'une légende romantique qui étendait petit à petit cette appellation à tous les participants  à la guerre de Trente Ans originaires de Finlande, et leur faisait une réputation de héros patriotiques. L'Église catholique romaine leur aurait réservé une place dans ses prières :  
« A horribile Haccapælitorum agmine libera nos, Domine »
(« Seigneur, délivre-nous de cette horrible  armée des hakkapélites »)
et leurs ennemis les auraient accusés de se livrer à la sorcellerie pour se rendre invulnérables.  
Depuis, la critique historique a réexaminé le mythe. Les soldats mobilisés en Finlande étaient le plus souvent des gens pauvres, sans terre. La conscription, les plus riches réussissaient à payer, ou en tous cas à se débrouiller pour y échapper. Les hakkapélites  se recrutaient parmi les cadets de la paysannerie et des gens de maison. 
Les hakkapélites n'avaient d'ailleurs pas acquis de réputation particulière sur les champs de bataille d'Europe centrale, et les sources locales de l'époque n'en font aucune mention.  L'armée de Suède s'appuyait avant tout sur les mercenaires, et la part des recrues finlandaises y était relativement petite.
Les hakkapélites n'en demeurent pas moins populaires en Finlande : en 1893, le musicien finlandais Emil Genetz remportait devant Jean Sibelius (son ancien élève, qui y présentait Rakastava — « L'Amoureux »,  op. 14)  le concours de composition du Chœur des Étudiants  (finnois de Helsinki — Yliopiskunnan Laulajat)  avec un chant patriotique intitulé Hakkapeliitat.   
En 1912, le poète  finlandais Eino Leino publiait une « Marche des Hakkapélites » — Hakkapeliittain Marssi, dans un recueil du nom de Tähtitarha (« Jardin d'étoiles »).
En 1932, pour le 300e anniversaire de la mort du roi de Suède Gustave II Adolphe, les historiens finlandais de langue suédoise voulurent lui ériger une statue, mais les historiens de langue finnoise ne voulaient commémorer que les soldats de Finlande, pas un souverain « étranger ». On trouva un compromis pour une statue du roi entouré de ses fidèles hakkapélites. 
Depuis 1936 Nokian Renkaat (en français « les pneus de Nokia  », en anglais Nokian Tyres) pour marquer la séparation juridique achevée dans les années 1980, le plus grand fabricant nordique de pneus, reprend le nom finnois de Hakkapeliitta (le singulier de « Hakkapeliitat ») pour sa gamme de pneus d'hiver .
Jusqu'en 1944, la milice patriotique finlandaise des « Gardes civiques » (Suojeluskunnat), créée en 1906 et érigée en armée du gouvernement légal le 25 janvier 1918, a publié un journal appelé Hakkapeliitta.

## Marche des hakkapélites
La marche de la cavalerie finlandaise pendant la guerre de Trente Ans est l'une des plus anciennes jouées (MIDI) aujourd'hui, grâce à son adoption officielle  en 1891 par l'armée prussienne sous les noms de Marsch der Finnländischen Reiterei im 30-jährigen Kriege ou Schwedischer Reitermarsch (« Marche de la cavalerie suédoise »).
C'est désormais un classique de la musique militaire « allemande »
(version orchestrale MP3 par le Groupe de la tradition équestre finlandais).
En 1939 le compositeur finlandais Uuno Klami  a composé une version orchestrale de ce thème sous le titre Suomalaisen ratsuväen marssi (« Marche de la cavalerie finlandaise ») op. 28.
En 1872, l'écrivain finlandais de langue suédoise Zacharias Topelius a mis  des paroles sur cette musique sous le titre Finska Rytteriets Marsch i trettiåra kriget, parfois connues sous le titre Hakkapeliternas Marsch (« Marche des Hakkapélites »).  
Ce poème a été publié en finnois en 1874 comme « Suomalaisen ratsuväen marssi 30-vuotisessa sodassa », ou « Hakkapeliittain Marssi » :
| On Pohjolan hangissa meill' isänmaa sen rannalla loimuta lietemme saa käs' säilöjä käyttäiss' on varttunut siell' on kunniall', uskolle hehkunut miel'… | Notre patrie ce sont les neiges du Nord sur ses rives brille la flamme de notre âtre là notre bras s'est formé à manier l'épée là notre cœur a pris feu pour la gloire et la foi… |